# Mindestreserve
| Zentralbank                 | Satz   |
| --------------------------- | ------ |
| Chinesische Volksbank       | 8,4 %  |
| Europäische Zentralbank     | 1,0 %  |
| Federal Reserve System      | 0,0 %  |
| Bank Rossii                 | 3,5 %0 |
| Schweizerische Nationalbank | 2,5 %0 |

Mindestreserven sind im Bankwesen Pflichtguthaben, die Kreditinstitute kraft Gesetzes bei ihrer Zentralbank unterhalten müssen. Sie sind nicht täglich zu halten, sondern innerhalb einer Mindestreserveperiode im Durchschnitt und betragen im Eurosystem derzeit 1 % der sogenannten Mindestreservebasis. Banken erhalten – außer beim Negativzinsniveau – Habenzinsen für diese Reserveguthaben. Zentralbanken einiger Länder, wie Australien, Kanada, Großbritannien oder Schweden, fordern zurzeit keine Mindestreserve.

## Allgemeines
Wegen der gesetzlichen Pflicht kann die einzelne Geschäftsbank diese Guthaben bei der Zentralbank nicht anderweitig, etwa als Kredit auf dem Interbankenmarkt, verwenden. Sie muss deshalb ihre Liquiditätsplanung darauf abstellen, dass sie in normalen Zeiten über die hinterlegte Mindestreserve nicht verfügen kann. „Fließt einer Bank durch den Zahlungsverkehr ihrer Kundschaft beispielsweise an einem Tag Zentralbankgeld ab, mindert das die bestehende Zentralbankgeld-Einlage, welche die Bank aufgrund der Mindestreservepflicht unterhält. Der Bank steht es dann frei, ihre Einlage durch Kreditaufnahme am Geldmarkt noch am gleichen Tag wieder zu erhöhen – oder aber abzuwarten, ob ihr an den folgenden Tagen Zentralbankgeld zufließt“.
Durch die gesetzliche Verpflichtung ist die Mindestreserve Teil der Bankenregulierung. Der ursprüngliche Gedanke der Mindestreserven war die Schaffung einer Liquiditätsreserve der Banken, wenn in Zeiten einer Bankenkrise massenhafte Abhebungen durch Bankkunden (Bankansturm) drohen. Doch erkannte man schnell ihre weit darüber hinausgehenden volkswirtschaftlichen Auswirkungen.

## Geschichte
Die Mindestreserve als Instrument der Notenbankpolitik tauchte erstmals im Free Banking Act des Staates New York im April 1838 auf. Danach mussten die Banken 100 % der von ihnen ausgegebenen Banknoten sowie der bei ihnen gehaltenen Einlagen in Form von Hypothekendarlehen oder Staatsanleihen halten. Die Mindestreserve verdankt also ihren Ursprung dem Sicherheitsbedürfnis der Kunden. US-weit sollte später der Umlauf von Banknoten durch eine Barreserve gedeckt werden, um die Einlösbarkeit der Banknoten gegen Münzen sicherzustellen. Mit Inkrafttreten des National Banking Act im Februar 1863 wurde zunächst nur in Louisiana und Massachusetts die Reservehaltung gegen umlaufende Banknoten gesetzlich gefordert. US-weit schuf der Federel Reserve Act vom Dezember 1913 die Rechtsgrundlage dafür, dass Banken beim Federal Reserve System eine Mindestreserve (englisch „Minimum reserve requirements“) zu unterhalten hatten. Ab Mai 1933 durften die Reservesätze im Falle einer Kreditexpansion erhöht werden. Ab August 1935 durften die Reservesätze frei variiert werden und dienten nicht mehr der Liquiditätssicherung, sondern avancierten zu einem Instrument der Geldpolitik.
Das deutsche Kreditwesengesetz (KWG) vom Dezember 1934 sah in § 16 KWG die Haltung einer variablen „Barreserve“ durch Banken bei der Reichsbank vor. Die Reserve galt „nicht nur als erster Puffer im Falle eines Runs, sondern die Notwendigkeit, von jedem neugeschaffenen Kredit einen Teil der Barreserve zuführen zu müssen, soll die Neigung zur Kreditausweitung vermindern“. Durch § 16 KWG a.F. wurde der gesetzliche Rahmen für die Mindestreserve als neues Instrument der Geldpolitik geschaffen. Die hierin noch „Barreserve“ genannte Reserve ist der Vorläufer der heutigen Mindestreserve.
Die Mindestreserve wurde erstmals im Juni 1947 durch ein Landeszentralbank-Gesetz in der amerikanischen Besatzungszone in Deutschland eingeführt und im März 1948 erstmals durch die Bank deutscher Länder erhoben. Im Mai 1952 führte man Reserveklassen ein, die nach der Höhe der reservepflichtigen Verbindlichkeiten gestaffelt waren. Im Februar 1956 übernahm das Bundesbankgesetz (BBankG) die Mindestreserveregelung in § 15 Abs. 1 BBankG für Sichtverbindlichkeiten (bis 30 % der Sichtverbindlichkeiten), befristete Verbindlichkeiten (20 %) und Spareinlagen (10 %). Es schuf die Voraussetzung für die Mindestreservepflicht, weil sie als Mittel der Geld- und Währungspolitik gilt. Deren operative Umsetzung fand Eingang in die Anweisung der Deutschen Bundesbank über Mindestreserven (AMR) vom Mai 1958. Nachdem die Bundesbank im Dezember 1974 einen Konzeptwechsel im Hinblick auf die Bedeutung einzelner geldpolitischer Instrumente vollzog, gehörten die Mindestreserven zum wichtigsten Instrument der Grobsteuerung. Während die Grobsteuerung den langfristigen Zentralbankgeldbedarf steuerte, sollte die Feinsteuerung kurzfristige Schwankungen am Geldmarkt korrigieren.
Am 22. April 2024 teilte die Schweizerische Nationalbank mit, dass sie die Mindestreserveerfordernis der inländischen Banken erhöht und die Nationalbankverordnung per 1. Juli 2024 entsprechend anpasst. Außerdem hebt sie zu diesem Zeitpunkt den Mindestreservesatz von derzeit 2,5 auf 4 Prozent.

## Arten
Eine Passiv-Mindestreserve liegt vor, wenn die Mindestreserve von bestimmten Einlagen erhoben wird, die auf der Passivseite der Bankbilanz verbucht werden. Entsprechend handelt es sich um eine Aktiv-Mindestreserve, wenn als Bezugsgröße für die Mindestreserve das Kreditportfolio oder Kreditgeschäft zur Berechnung herangezogen werden. Diese wurde von Hans Büschgen in seiner 1965 erschienenen Habilitationsschrift über Mindestreserven vorgeschlagen. Bei der Zuwachs-Mindestreserve wird die Mindestreservepflicht nicht auf die mindestreservepflichtigen Einlagen bezogen, sondern lediglich auf deren Zuwachs.

## Rechtsfragen
Die EZB übernahm im November 1998 substanziell das auf der Passiv-Mindestreserve beruhende deutsche Mindestreserve-System (englisch „minimum reserves“) und führte es in den EU-Mitgliedstaaten als für alle Banken verbindlich ein. Das heutige Mindestreserve-System des Eurosystems ist in Art. 19 der Satzung des Europäischen Systems der Zentralbanken (EZB-Satzung), der EG-Ratsverordnung über die Auferlegung einer Mindestreservepflicht durch die Europäische Zentralbank und in der EZB-Verordnung über Mindestreserven geregelt. Die EZB kann nach Art. 19.1 EZB-Satzung zur Verwirklichung der geldpolitischen Ziele verlangen, dass die in den Mitgliedstaaten niedergelassenen Kreditinstitute Mindestreserven auf Konten bei der EZB und den nationalen Zentralbanken unterhalten. Die Mindestreserve-Sätze sind global auf 10 % der reservepflichtigen Verbindlichkeiten begrenzt (Art. 4 Abs. 1 EZB-Verordnung).

## Berechnung
Berechnungsgrundlage sind nach Art. 5 und Art. 6 Abs. 1 der Mindestreserve-Verordnung die reservepflichtigen Einlagen des Passivgeschäfts. Hierzu gehören täglich fällige Einlagen (Übernachteinlagen), Einlagen mit vereinbarter Laufzeit von bis zu zwei Jahren, Einlagen mit vereinbarter Kündigungsfrist von bis zu zwei Jahren, Bankschuldverschreibungen (Sparbriefe) mit vereinbarter Laufzeit von bis zu zwei Jahren sowie Geldmarktpapiere. Auch Einlagen mit vereinbarter Laufzeit von über zwei Jahren, Einlagen mit vereinbarter Kündigungsfrist von über zwei Jahren, Repogeschäfte und Schuldverschreibungen mit vereinbarter Laufzeit von über zwei Jahren sind grundsätzlich mindestreservepflichtig, unterliegen jedoch derzeit einem Reservesatz von 0 %. Von diesen reservepflichtigen Verbindlichkeiten muss ein bestimmter Prozentsatz, der Mindestreserve-Satz, als Mindestreserve vom reservepflichtigen Kreditinstitut bei der zuständigen Zentralbank als Guthaben unterhalten werden. Durch Anwendung der Mindestreserve-Sätze auf die genannten reservepflichtigen Verbindlichkeiten ergibt sich das Mindestreserve-Soll, das als Monatsdurchschnitt ermittelt wird. Das Mindestreserve-Soll wird wie folgt ermittelt:
{\displaystyle {\text{Mindestreserve-Soll}}={{\text{( Sichteinlagen}}+{\text{befristete Einlagen}}+{\text{Spareinlagen}}+{\text{Schuldverschreibungen/Repogeschäfte )}}}\cdot {\text{Mindestreserve-Satz}}}
Die tatsächlich unterhaltenen Mindestreserve-Guthaben sind das Mindestreserve-Ist, das mit dem Mindestreserve-Soll identisch sein muss. Kommt es zur Unterschreitung dieses Mindestreserve-Solls durch das Mindestreserve-Ist, wird dies mit einem Sonderzins von bis zu 5 Prozentpunkten über dem durchschnittlichen EZB-Spitzenrefinanzierungssatz sanktioniert (Art. 7 Abs. 1a EZB-Verordnung). Wird das Mindestreserve-Soll tatsächlich überschritten, liegt eine Überschussreserve vor, die ebenfalls verzinst wird. Auch das Mindestreserve-Soll wird – als Ausgleich für den Wegfall der Rediskontkredite – verzinst.

## Funktionsweise

### Überschussreserve
Unterhält eine Geschäftsbank bei der Zentralbank ein Guthaben, das die Mindestreserve übersteigt, so heißt der Unterschiedsbetrag Überschussreserve. Früher waren die Überschussreserven sehr gering. In der Eurozone nahmen sie jedoch von 1,2 Mrd. Euro 2009 bis auf 2 816,7 Mrd. Euro November 2020 zu. In den USA stiegen die Überschussreserven ab Herbst 2008 rasant an; im Juli 2015 beliefen sie sich auf 2,5 Bio. Dollar.

### Überschussliquidität
Die Europäische Zentralbank definiert Überschussliquidität als Summe von Überschussreserve und Einlagefazilität. Die Überschussliquidität stieg ab Herbst 2008 sprunghaft an.

### A. In die Mindestreserve einbezogene Verbindlichkeiten mit positivem Reservesatz
Einlagen:
- täglich fällige Einlagen
- Einlagen mit einer vereinbarten Laufzeit von bis zu 2 Jahren
- Einlagen mit einer vereinbarten Kündigungsfrist von bis zu 2 Jahren

Ausgegebene Schuldverschreibungen:
- Schuldverschreibungen mit vereinbarter Laufzeit von bis zu 2 Jahren

### B. In die Mindestreserve einbezogene Verbindlichkeiten mit einem Reservesatz von 0%
Einlagen:
- Einlagen mit einer vereinbarten Laufzeit von über 2 Jahren
- Einlagen mit einer vereinbarten Kündigungsfrist von über 2 Jahren
- Repogeschäfte

Ausgegebene Schuldverschreibungen:
- Schuldverschreibungen mit vereinbarter Laufzeit von über 2 Jahren

### C. Nicht in die Mindestreserve einbezogene Verbindlichkeiten
- Verbindlichkeiten gegenüber Kreditinstituten, die selbst Mindestreserve unterhalten
- Verbindlichkeiten gegenüber EZB und NZBs
- Verbindlichkeiten aufgrund geldpolitischer Maßnahmen des ESZB

### Methode
Die Pflicht, eine bestimmte Menge an Mindestreserven zu halten, muss von den Geschäftsbanken im Euro-Währungsraum nicht tagesgenau erfüllt werden. Die notwendige Mindestreserve (Mindestreserve-Soll) wird von der EZB anhand der reservepflichtigen Verbindlichkeiten der Vormonatsbestände ermittelt. Dabei müssen derzeit genau 1 % dieser reservepflichtigen Verbindlichkeiten von den Kreditinstituten vorgehalten werden. Von der ermittelten Mindestreserve kann jedoch noch ein Abzug von pauschal 100.000,00 EUR Freibetrag erfolgen. Die durch dieses Verfahren ermittelte Mindestreserve ist dabei jeweils maßgeblich für die im übernächsten Monat beginnende Mindestreserve-Erfüllungsperiode.
Die Berechnung der bestehenden Mindestreserve (Mindestreserve-Ist) erfolgt dabei anhand aller Tagesbestände auf dem Konto bei der EZB. Die Tagesbestände werden dabei addiert und durch die Anzahl der Tage geteilt. Die Erfüllungsperiode endet dabei meist am Dienstag der ersten oder zweiten Woche eines Monats. Am darauffolgenden Tag beginnt dann entsprechend die neue Mindestreserveperiode. Der exakte Termin orientiert sich dabei an den Sitzungen des EZB-Rats.

## Bilanzierung
Mindestreserven werden aus Sicht der reservepflichtigen Institute nach § 12 Abs. 2 RechKredV unter den täglich fälligen Guthaben einschließlich der täglich fälligen Fremdwährungsguthaben bei Zentralnotenbanken ausgewiesen, verbergen sich also hinter den gesamten Zentralbankguthaben. Sie sind damit Bestandteil der Barreserve. Die Mindestreserve gehört damit zur Liquidität 1. Grades, auch wenn sie in Normalzeiten für die hinterlegenden Banken nicht verfügbar ist.
Gemäß Kapitaladäquanzverordnung (Art. 119 Abs. 4) erhalten Mindestreserven dasselbe Risikogewicht wie andere Forderungen gegenüber der Zentralbank, werden also nicht als Risikoposition auf die Eigenmittel angerechnet.

## Volkswirtschaftliche Bedeutung
Anders als bei den meisten geldpolitischen Maßnahmen der Zentralbanken können sich die Banken den Mindestreserven nicht entziehen, es besteht Kontrahierungszwang. Die Mindestreserve-Politik der Zentralbank kann darin bestehen, dass sie den Mindestreserve-Satz erhöht oder senkt. Da die Mindestreserve einen Bestandteil der Geldbasis bildet, vergrößert (verringert) eine Erhöhung (Senkung) der Mindestreserven die Zentralbankgeldmenge. Weil Veränderungen der Zentralbankgeldmenge, z. B. im Rahmen von quantitativer Lockerung, zu Veränderungen des Zinsniveaus und Preisniveaus führen können, kann die Mindestreserve-Politik mittelbar auch das Preisniveau und damit die Preisniveaustabilität beeinflussen. Die Zentralbankgeldmenge wiederum ist Teil des Geldmarkts, so dass sich die Mindestreserve-Politik auch auf den Geldmarkt auswirkt. Hier vermindert die Erhöhung der Mindestreserve das Geldangebot und umgekehrt. Auf die Geldmenge hingegen, welche durch die Giralgeldschöpfung der Geschäftsbanken im Rahmen ihrer Kreditvergabe bestimmt wird, hat die Mindestreserve jedoch keinen direkten Einfluss.
Die irreführende, aber weit verbreitete Vorstellung eines Geldschöpfungsmultiplikators, der besagt, dass aus Zentralbankgeld ein Vielfaches an Giralgeld geschöpft werden könne, wurde zwar von Zentralbanken in verschiedenen Publikationen hinreichend widerlegt, findet sich aber nichtsdestotrotz nach wie vor noch in manchen Lehrbüchern, in denen er wie folgt präsentiert wird:
In einem Geldschöpfungsmultiplikator-Modell hat die Mindestreserve direkte Auswirkungen auf die Geldschöpfung der Banken. Grund hierfür ist, dass der Mindestreservesatz einen – restriktiven – Bestandteil im Geldschöpfungsmultiplikator-Modell darstellt:
{\displaystyle M1=M0\cdot \underbrace {\left({\frac {1+BH}{RS+BH}}\right)} _{\text{Multiplikator}}}
{\displaystyle M1} ist die Geldmenge, die sich aus dem Multiplikatoreffekt ergibt,

{\displaystyle M0} ist das Zentralbankgeld,

{\displaystyle RS} ist der Reservesatz der Banken (der Anteil der Einlagen, der freiwillig oder unfreiwillig nicht als Kredit vergeben wird),

{\displaystyle BH} ist die Bargeldhaltung der Haushalte und Unternehmen (das Verhältnis ihres Bargeldbestands zu ihrem Buchgeldbestand).
Diese geometrische Reihenentwicklung führt dazu, dass eine Erhöhung des Mindestreserve-Satzes eine Reduzierung des Geldschöpfungspotenzials der Geschäftsbanken bewirkt und umgekehrt. Dies hat zur Folge, dass Banken bei einer Erhöhung der Mindestreserven weniger Kredite vergeben können und umgekehrt.
Tatsächlich sind Geschäftsbanken in ihrer Kreditvergabe – und damit in der Schöpfung von Giralgeld, welches M1 maßgeblich bestimmt – nicht durch die Mindestreserve begrenzt, wenn die Mindestreservesätze hinreichend niedrig sind, wie es in entwickelten Volkswirtschaften der Fall ist. Das Gewähren von Krediten durch Geschäftsbanken erfordert kein Zentralbankgeld ex-ante, da solvente Geschäftsbanken das zur Erfüllung der Mindestreserve erforderliche Zentralbankgeld stets ex-post durch das Hinterlegen von den bei der Kreditvergabe erhaltenen entsprechenden Sicherheiten bei der Zentralbank erhalten. Dies erfolgt gegen gewisse Abschläge und zum jeweils gültigen Leitzins entweder über die Hauptrefinanzierungsgeschäfte oder die Spitzenrefinanzierungsfazilität der Zentralbank.
Dabei ist zu beachten, dass eine Geschäftsbank die Mindestreserve über den Durchschnitt einer Mindestreserveperiode, aber nicht am Ende eines bestimmten Tages innerhalb dieser Periode aufweisen muss. Eine Beschränkung der Kreditvergabe durch die Mindestreserve würde daher erst bei sehr hohen Mindestreservesätzen bindend wirken, wie es etwa in manchen Schwellen- und Entwicklungsländern oder im Rahmen von bestimmten Kapitalverkehrskontrollen der Fall ist. Die Mindestreservesätze von Zentralbanken in entwickelten Volkswirtschaften liegen jedoch typischerweise so niedrig (in der Eurozone derzeit bei 1 %), dass sie keine begrenzende Wirkung auf die Geldschöpfung durch Geschäftsbanken haben. Hierbei ist festzuhalten, dass es sich nicht um eine Theorie, sondern um eine schlichte Beschreibung des Faktischen  handelt.
Der in normalen Zeiten beobachtbare Zusammenhang von Geldbasis und Geldmenge stellt somit keine Kausalität, sondern eine Korrelation dar, die jedoch beispielsweise in einer Liquiditätsfalle zusammenbricht.